# Dans leur regard
Dans leur regard (When They See Us) est une mini-série américaine en quatre épisodes de 64-88 minutes, créée par Ava DuVernay et mise en ligne le 31 mai 2019 sur Netflix. DuVernay, également co-scénariste, réalise chaque épisode. La série est inspirée de l'affaire de la joggeuse de Central Park survenue à New York en 1989.

## Synopsis
Dans la nuit du 19 avril 1989, une jeune joggeuse blanche est retrouvée violée dans Central Park, à New York. Cinq adolescents — quatre Afro-Américains et un Hispanique —, présents sur les lieux au moment du drame, sont arrêtés et condamnés par un jury sur la base d'aveux obtenus sous la contrainte malgré le manque de preuves matérielles lors de deux procès distincts qui se sont tenus dans un contexte de forte tension raciale en 1990. La série suit le procès, le parcours carcéral et la difficile réinsertion des cinq jeunes gens avant que leurs déclarations de culpabilité soient annulées en 2002.

## Distribution

### Acteurs principaux
- Asante Blackk (en) (VF : Tom Berguig) : Kevin Richardson, jeune
- Justin Cunningham (VF : Diouc Koma) : Kevin Richardson, adulte
- Caleel Harris (en) (VF : Enzo Ratsito) : Antron McCray, jeune
- Jovan Adepo (VF : Mohad Sanou) : Antron McCray, adulte
- Ethan Herisse (VF : Paolo Domingo) : Yusef Salaam, jeune
- Chris Chalk (VF : Namakan Koné) : Yusef Salaam, adulte
- Jharrel Jerome (VF : Jhos Lican) : Korey Wise
- Marquis Rodriguez (VF : Hugo Brunswick) : Raymond Santana, jeune
- Freddy Miyares (VF : Daniel Lobé) : Raymond Santana, adulte
- Marsha Stephanie Blake (en) (VF : Laurence Charpentier) : Linda McCray
- Kylie Bunbury (VF : Aurélie Konaté) : Angie Richardson
- Aunjanue Ellis (VF : Annie Milon) : Sharon Salaam
- Vera Farmiga (VF : Laurence Dourlens) : Elizabeth Lederer
- Felicity Huffman (VF : Danièle Douet) : Linda Fairstein
- John Leguizamo (VF : Serge Faliu) : Raymond Santana Sr.
- Niecy Nash (VF : Laura Zichy) : Delores Wise
- Michael K. Williams (VF : Jean-Paul Pitolin) : Bobby McCray

### Acteurs récurrents
- Len Cariou (VF : Michel Prud'homme) : Robert Morgenthau
- Omar J. Dorsey : Elombe Brath
- Joshua Jackson (VF : Alexandre Gillet) : Mickey Joseph
- Christopher Jackson (VF : Emmanuel Gradi) : Peter Rivera
- Famke Janssen (VF : Juliette Degenne) : Nancy Ryan
- Logan Marshall-Green (VF : Cédric Dumond) : Roberts
- William Sadler (VF : Bernard Alane) : Michael Sheehan
- Blair Underwood (VF : Jean-Baptiste Anoumon) : Bobby Burns

### Invités
- Suzzanne Douglas (en) : Grace Cuffee
- Chukwudi Iwuji (VF : Sydney Kotto) : Colin Moore
- Isis King (VF : Jean-Michel Vaubien) : Marci Wise
- Reece Noi (en) : Matias Reyes
- Adepero Oduye (VF : Déborah Claude) : Nomsa Brath
- Gary Perez : Manuel Santana
- Aurora Perrineau (VF : Fily Keita) : Tanya
- Dascha Polanco (VF : Céline Ronté) : Elena
- Storm Reid (VF : Cerise Calixte) : Lisa
- Alexandra Templer : Trisha Meili
- Joaquina Kalukango (VF : Justine Berger) : Adelle

 Source et légende : version française (VF) sur RS Doublage

## Production

### Développement
Mme Ava DuVernay, dans sa production, réagit à l’injustice sociale[source insuffisante] et cherche à éveiller la conscience de ses spectateurs. Elle relate de manière captivante dans les premiers épisodes la routine des victimes avant la tragédie, à savoir leurs préoccupations immatures (amis, loisir, sortie…). Elle met en évidence la pression exercée par les policiers sur les cinq accusés, afin de les contraindre à avouer un crime qu’ils n’ont pas commis, sans un adulte pour décider ou un avocat pour les défendre.  
La scénariste, dans la mini-série, sans minimiser le préjudice de Patricia Ellen Meili, accorde une importance à l’agression sexuelle qu’elle a subi pour aussi exprimer son désaccord par rapport au viol. Elle critique à travers ces scénarios, le pouvoir des médias, des radios et des journaux. Aussi, pointe du doigt la façon dont ces canaux de communication influencent l’opinion publique, même quand ils n’ont pas la version complète de l'histoire, en présentant des informations insuffisantes ou fausses.
En prenant la liberté d’exposer Linda Fairsten, la procureure principale américaine, impliquée dans l’affaire de Central Park Five, est critiquée pour avoir tenue des propos illogiques : « a brutal attack happened in the park; these black male teens were in the park; therefore, these black kids committed the brutal attack ». Par ces arguments qualifiés d'incohérents, basés sur la logique que les adolescents noirs étaient présents dans le parc au moment de l'attaque, elle affirme que ce sont eux qui ont commis l’acte. La procureure atteste, au moyen de ses préjugés raciaux, que les personnes noires ont l’habitude de poser de telles actions (viol, assassinat, vol.…) et qu’ils sont des sauvages capables de tout. En utilisant ces raisonnements, elle tire la conclusion que les cinq jeunes sont coupables.
Néanmoins, Mme Linda Fairtsten critique la manière dont DuVernay a dépeint son personnage et la police de New York. En mentionnant que, dans le film, sa personne est présentée comme une procureure excessive, raciste et intolérante, que la police est représentée comme incompétente, voire plus grave, et les cinq suspects, comme innocents de toutes les accusations qui étaient portées contre eux[source insuffisante].
Des critiques concernant le racisme systémique ont donc été faites, remettant en cause la politique, la justice et les couvertures médiatiques d’antan, vu que par rapport à la minisérie il est possible de constater que When They See Us tente de disculper à sa manière les cinq adolescents à la suite des années passées afin de restaurer leur intégrité que les procureurs, la justice et les médias ont souillée, sous prétexte d’origines, d’étiquette, sans émettre d’autres hypothèses.
Pour mieux étayer l’aspect communicationnel politique de la série, Mme DuVernay expose dans sa production l’idéologie populiste de l’ancien président des États-Unis, Donald Trump (2016 à 2021), relativement par ces discours en 1989, dans les divers journaux new-yorkais. Le défenseur des citoyens ordinaires incitait à rétablir la peine de mort pour les présumés coupables, qui étaient mineurs : « I want to hate these murderers and I always will. I am not looking to psychoanalyze or understand them, I am looking for punish them. »
Son approche avait pour objectif de défendre les résidents de New York, de condamner ces meurtriers, plutôt que de les comprendre. De même, il insistait pour la réhabilitation du corps de police, remettant en question le pouvoir de l’état et son autorité vis-à-vis des Américains, plus précisément des Blancs, en ce qui a trait à leur protection contre les criminels, les Afro-Américains. À partir de ses discours publics médiatisés, l’ancien président Donald Trump se positionnait en tant que partisan du bien-être de la population caucasienne, renforçait la peur des noirs et reliait les crimes interminables de l’époque qui s’opérait dans presque tous les quartiers de New York à cette communauté.
Certains chercheurs, pour en citer un exemple Johnson, ont été captivés par les raisons pour lesquelles les médias se sont intéressés à l’affaire de Central Park Five. Les études menées par Johnson montrent que la race et la richesse ainsi que d’autres éléments sociaux sont des critères qui ont amené les médias à considérer cette affaire plutôt que d’autres, quand bien même que durant les semaines qui ont précédé, un cas identique se serait produit à Harlem, mais n’aurait malheureusement pas suscité le même intérêt. En outre, les médias new-yorkais durant cette époque se sont intéressés à couvrir l’évènement en raison du statut et de la couleur de la victime Patricia Ellen Meili, dite Trisha Meili. Ce qui confirme les stéréotypes raciaux et positionne les personnes qui ne sont pas de couleurs en tant que principale victime des traitements inéquitables ou préjudiciables en Amérique plutôt que les personnes de couleurs.

## Épisodes
Les quatre épisodes, sans titres, sont numérotés de un à quatre.

## Accueil

### Critiques
Ce programme est largement plébiscité par la critique,,,,.

## Distinction
- Emmy Awards 2019 : Meilleur acteur pour Jharrel Jerome